# Europapokal der Pokalsieger 1965/66
Der Europapokal der Pokalsieger 1965/66 war die sechste Ausspielung des Wettbewerbs der europäischen Fußball-Pokalsieger. 31 Klubmannschaften aus 30 Ländern nahmen teil, darunter Titelverteidiger West Ham United, 24 amtierende Pokalsieger und sechs unterlegene Pokalfinalisten (Deventer Go Ahead, Cardiff City, FC Floriana, Standard Lüttich, Limerick FC und 1. Wiener Neustädter SC).
Aus der Bundesrepublik Deutschland nahm der DFB-Pokalsieger Borussia Dortmund, aus der DDR der FDGB-Pokalsieger 1. FC Magdeburg, aus Österreich der ÖFB-Cupfinalist 1. Wiener Neustädter SC und aus der Schweiz der FC Sion am Wettbewerb teil.
Das Finale bestritten Borussia Dortmund und der FC Liverpool im Hampden Park von Glasgow am 5. Mai 1966. Dortmund gewann das Spiel mit 2:1 nach Verlängerung und wurde somit erster deutscher Europapokalsieger.
Torschützenkönig wurde Lothar Emmerich von Borussia Dortmund mit 14 Toren, der höchsten Trefferzahl, die je ein Spieler in einer Saison des Europapokals der Pokalsieger erzielen konnte. Dabei erzielte er beim 8:0 gegen den FC Floriana in der Vorrunde sechs Tore.

## Modus
Die Teilnehmer spielten wie gehabt im reinen Pokalmodus mit Hin- und Rückspielen den Sieger aus. Zum ersten Mal kam es in dieser Saison zum Einsatz der Auswärtstorregel. Gab es nach zwei Partien Torgleichstand, entschied die Anzahl der auswärts erzielten Tore über das Weiterkommen. War auch deren Anzahl gleich fand wie bisher nach Verlängerung im Rückspiel ein Entscheidungsspiel auf neutralem Platz statt. Das Finale wurde in einem Spiel auf neutralem Platz entschieden. Allerdings wurde bei unentschiedenem Spielstand nach Verlängerung ein Wiederholungsspiel angesetzt, da ein Elfmeterschießen noch nicht vorgesehen war.

## Vorrunde
Freilos:  West Ham United
Die Hinspiele fanden vom 24. August bis 7. Oktober, die Rückspiele vom 12. September bis 13. Oktober  1965 statt.
|                         | Gesamt |                      | Hinspiel | Rückspiel |
| ----------------------- | ------ | -------------------- | -------- | --------- |
| KR Reykjavík            | 2:6    | Rosenborg Trondheim  | 1:3      | 1:3       |
| Aarhus GF               | 4:2    | Vitória Setúbal      | 2:1      | 2:1       |
| Lahden Reipas           | 02:16  | Honvéd Budapest      | 02:10    | 0:6       |
| 1. Wiener Neustädter SC | 0:3    | Știința Cluj         | 0:1      | 0:2       |
| Coleraine FC            | 01:10  | Dynamo Kiew          | 1:6      | 0:4       |
| Cardiff City            | 1:3    | Standard Lüttich     | 1:2      | 0:1       |
| Atlético Madrid         | 5:0    | Dinamo Zagreb        | 4:0      | 1:0       |
| FC Sion                 | 6:3    | Galatasaray Istanbul | 5:1      | 1:2       |
| Dukla Prag              | 2:0    | Stade Rennes UC      | 2:0      | 0:0       |
| SC Magdeburg            | 3:0    | Spora Luxemburg      | 1:0      | 2:0       |
| Omonia Nikosia          | 1:2    | Olympiakos Piräus    | 0:1      | 1:1       |
| Deventer Go Ahead       | 0:7    | Celtic Glasgow       | 0:6      | 0:1       |
| FC Floriana             | 01:13  | Borussia Dortmund    | 1:5      | 0:8       |
| Juventus Turin          | 1:2    | FC Liverpool         | 1:0      | 0:2       |
| Limerick FC             | 1:4    | ZSKA Sofia           | 1:2      | 0:2       |

## 1. Runde
Die Hinspiele fanden vom 24. Oktober bis 24. November, die Rückspiele vom 28. Oktober bis 15. Dezember  1965 statt.
|                     | Gesamt    |                   | Hinspiel | Rückspiel |
| ------------------- | --------- | ----------------- | -------- | --------- |
| Rosenborg Trondheim | 1:6       | Dynamo Kiew       | 1:4      | 0:2       |
| Dukla Prag          | (a)4:4(a) | Honvéd Budapest   | 2:3      | 2:1       |
| Aarhus GF           | 0:3       | Celtic Glasgow    | 0:1      | 0:2       |
| Borussia Dortmund   | 5:4       | ZSKA Sofia        | 3:0      | 2:4       |
| SC Magdeburg        | 10:30     | FC Sion           | 8:1      | 2:2       |
| Știința Cluj        | 0:6       | Atlético Madrid   | 0:2      | 0:4       |
| West Ham United     | 6:2       | Olympiakos Piräus | 4:0      | 2:2       |
| FC Liverpool        | 5:2       | Standard Lüttich  | 3:1      | 2:1       |

## Viertelfinale
Die Hinspiele fanden vom 12. Januar bis 2. März, die Rückspiele vom 26. Januar bis 16. März  1966 statt.
|                 | Gesamt |                   | Hinspiel | Rückspiel |
| --------------- | ------ | ----------------- | -------- | --------- |
| Celtic Glasgow  | 4:1    | Dynamo Kiew       | 3:0      | 1:1       |
| Atlético Madrid | 1:2    | Borussia Dortmund | 1:1      | 0:1       |
| West Ham United | 2:1    | 1. FC Magdeburg 1 | 1:0      | 1:1       |
| FC Liverpool    | 2:0    | Honvéd Budapest   | 2:0      | 0:0       |

## Halbfinale
Die Hinspiele fanden am 5. und 14. April, die Rückspiele am 19. April 1966 statt.
|                 | Gesamt |                   | Hinspiel | Rückspiel |
| --------------- | ------ | ----------------- | -------- | --------- |
| West Ham United | 2:5    | Borussia Dortmund | 1:2      | 1:3       |
| Celtic Glasgow  | 1:2    | FC Liverpool      | 1:0      | 0:2       |

## Finale
| Borussia Dortmund                             | Borussia Dortmund | FC Liverpool | FC Liverpool | Aufstellung                                      |
| --------------------------------------------- | --- | --- | ------------ | ------------------------------------------------ |
| Borussia Dortmund                             | \| 5. Mai 1966 in Glasgow (Hampden Park) \| \| Ergebnis: 2:1 n. V. (1:1, 0:0) \| \| Zuschauer: 41.657 \| \| Schiedsrichter: Pierre Schwinté ( Frankreich) \|                                       | \| 5. Mai 1966 in Glasgow (Hampden Park) \| \| Ergebnis: 2:1 n. V. (1:1, 0:0) \| \| Zuschauer: 41.657 \| \| Schiedsrichter: Pierre Schwinté ( Frankreich) \|                                           | FC Liverpool | Aufstellung Borussia Dortmund gegen FC Liverpool |
| Borussia Dortmund                             | Hans Tilkowski – Gerd Cyliax, Wolfgang Paul , Rudi Assauer, Theo Redder – Dieter Kurrat, Alfred Schmidt, Willi Sturm – Reinhard Libuda, Sigfried Held, Lothar Emmerich Cheftrainer: Willi Multhaup | Tommy Lawrence – Chris Lawler, Ron Yeats , Willie Stevenson, Gerry Byrne – Gordon Milne, Tommy Smith – Ian Callaghan, Roger Hunt, Ian St. John, Peter Thompson Cheftrainer: Bill Shankly ( Schottland) | FC Liverpool | Aufstellung Borussia Dortmund gegen FC Liverpool |
| Borussia Dortmund                             | 1:0 Sigfried Held (62.) 2:1 Reinhard Libuda (106.) | 1:1 Roger Hunt (68.) | FC Liverpool | Aufstellung Borussia Dortmund gegen FC Liverpool |
| 5. Mai 1966 in Glasgow (Hampden Park)         | | |              |                                                  |
| Ergebnis: 2:1 n. V. (1:1, 0:0)                | | |              |                                                  |
| Zuschauer: 41.657                             | | |              |                                                  |
| Schiedsrichter: Pierre Schwinté ( Frankreich) | | |              |                                                  |